# リンガ・ジェラール・パウリスタ
リンガ・ジェラール・パウリスタ（Língua Geral Paulista）は、かつてブラジルで用いられていた言語である。「サンパウロの一般言語」という意味であり、「南トゥピ語」を意味するトゥピ・アウストラルtupi australとも呼ばれる。現サンパウロ州サンビセンテや、ティエテ川上流に住んでいたトゥピ族の言葉をもとに作られ、17世紀のサンパウロでは広汎に話されていた。その際には近隣地域にも広まっていたが、その後ポルトガル語へその座を明け渡し、最後には死語となってしまった。